# Eremosuchus
Eremosuchus es un género de sebecosuquio mesoeucrocodiliano. Sus fósiles se han hallado en la localidad de El Kohol, Argelia y datan del Eoceno. Tenía dientes aserrados (zifodontes).
El género fue originalmente referido a la familia Trematochampsidae en 1989. Una cercana relación a los baurusúquidos fue también considerada. Sin embargo, fue sólo asignado a esta familia de manera tentativa sobre la base de unas pocas características del cráneo. Algunas de ellas, como una amplia sínfisis cóncava y los dientes lateralmente comprimidos, no están restringidos a los trematocámpsidos y aparecen también en los sebecosuquios como Baurusuchus y Sebecus. Otros rasgos como la formación surangular de la articulación cráneo-mandibular puede ser hallada en muchos mesoeucrocodilianos basales. Un posterior análisis filogenético situó a Eremosuchus dentro del suborden Sebecosuchia. Actualmente se considera que es uno de los muchos sebecosuquios asignados al grupo que no puede ser firmemente asignado dentro de ninguna familia. Se le considera asimismo un pariente cercano del género Pehuenchesuchus.